# Gymnázium Mladá Boleslav
Gymnázium Mladá Boleslav je veřejné všeobecné osmileté gymnázium sídlící v Mladé Boleslavi. Poskytuje denní studium pro 60 žáků v každém ročníku po 2 třídách.

## Budova
Budova osmiletého gymnázia patří k architektonickým skvostům Mladé Boleslavi. Její stavba v neobarokním slohu byla dokončena roku 1900 na místě bývalé Šámalovské zahrady a provedl ji jičínský radní a stavitel Antonín Holeček nákladem 280 000 K (tehdejších korun - pro srovnání: 1 kg cukru stál 0,8 K; ¼ kg másla bylo za 0,32 K). Společně s okolní budovou neoklasicistní banky, secesního divadla, empírové sokolovny a vedlejšího neobarokního gymnázia tvoří dominantu Palackého ulice.
Již od počátku své existence sloužila vzdělávacím účelům, zprvu jako chlapecká měšťanská škola, od konce padesátých let jako osmiletá reálka, poté jako 5. základní škola. Ta se roku 1992 přestěhovala do současných prostor po bývalé škole pro děti sovětských vojáků. Na začátku devadesátých let proběhla rekonstrukce zdevastovaného objektu pro víceleté gymnázium, jež v ní od roku 1991 sídlí dodnes. V budově se nachází celkem 38 místností (25 učeben, tělocvična, 10 kabinetů, sekretariát a ředitelna), 16 šaten, 8 sociálních zařízení, 1 bufet.

## Studentské aktivity
Na gymnáziu působí Studentská rada, do níž si volí každá třída 2 zástupce a jež zprostředkovává komunikaci mezi vedením školy a studenty a řeší jejich připomínky.
Studenti vydávají několikrát do roka časopis Školník mapující studentský život na gymnáziu. V roce 2010 získal 2. místo v soutěži O nejinspirativnější středoškolský časopis 2010.

## Významní absolventi
- Helena Handrková - bronzová medailistka z 33. IChO (2001)
- Ctirad Červinka - stříbrný medailista z 39. IChO (2007)
- Richard Polma[2] - bronzový medailista z 40. IPhO (2009)
- Jan Hamáček- politik